# Chen Yuxi
Chen Yuxi (en chino: 陈芋汐; Shanghái, 11 de septiembre de 2005) es una deportista china que compite en saltos de plataforma.
Participó en dos Juegos Olímpicos de Verano, obteniendo cuatro medallas, dos en Tokio 2020, oro en la prueba sincronizada (junto con Zhang Jiaqi) y plata individual, y dos en París 2024, oro en la prueba sinconizada (con Quan Hongchan) y plata individual.
Ganó diez medallas en el Campeonato Mundial de Natación entre los años 2019 y 2025. En los Juegos Asiáticos de 2022 consiguió dos medallas, oro en plataforma 10 m sincro y plata en plataforma 10 m.

## Palmarés internacional
| Juegos Olímpicos   | Juegos Olímpicos        | Juegos Olímpicos | Juegos Olímpicos       |
| Año                | Lugar                   | Medalla          | Prueba                 |
| ------------------ | ----------------------- | ---------------- | ---------------------- |
| 2020               | Tokio (Japón)           | Medalla de oro   | Plataforma 10 m sincro |
| 2020               | Tokio (Japón)           | Medalla de plata | Plataforma 10 m        |
| 2024               | París (Francia)         | Medalla de oro   | Plataforma 10 m sincro |
| 2024               | París (Francia)         | Medalla de plata | Plataforma 10 m        |
| Campeonato Mundial |                         |                  |                        |
| Año                | Lugar                   | Medalla          | Prueba                 |
| 2019               | Gwangju (Corea del Sur) | Medalla de oro   | Plataforma 10 m        |
| 2022               | Budapest (Hungría)      | Medalla de oro   | Plataforma 10 m        |
| 2022               | Budapest (Hungría)      | Medalla de oro   | Plataforma 10 m sincro |
| 2023               | Fukuoka (Japón)         | Medalla de oro   | Plataforma 10 m        |
| 2023               | Fukuoka (Japón)         | Medalla de oro   | Plataforma 10 m sincro |
| 2024               | Doha (Catar)            | Medalla de oro   | Plataforma 10 m sincro |
| 2024               | Doha (Catar)            | Medalla de plata | Plataforma 10 m        |
| 2025               | Singapur (Singapur)     | Medalla de oro   | Plataforma 10 m        |
| 2025               | Singapur (Singapur)     | Medalla de oro   | Plataforma 10 m sincro |
| 2025               | Singapur (Singapur)     | Medalla de oro   | Equipo mixto           |
| Juegos Asiáticos   |                         |                  |                        |
| Año                | Lugar                   | Medalla          | Prueba                 |
| 2022               | Hangzhou (China)        | Medalla de oro   | Plataforma 10 m sincro |
| 2022               | Hangzhou (China)        | Medalla de plata | Plataforma 10 m        |